# وجپرنیک
وجپرنیک (به لاتین: Vejprnice) یک ناحیه در جمهوری چک است که در Plzeň-North District واقع شده‌است.

## خصوصیات
وجپرنیک ۱۰٫۲۸ کیلومترمربع مساحت و ۳٬۱۳۳ نفر جمعیت دارد و ۳۲۵ متر بالاتر از سطح دریا واقع شده‌است.